# Out of the Dark (album)
Pour les articles homonymes, voir Out of the Dark.
Out of the Dark est un album du chanteur autrichien Falco sorti le 27 février 1998.
Huitième et dernier vrai album de Falco, sorti quelques jours après sa mort tragique dans un accident de la route en République dominicaine, il fut un grand succès, se vendant à plusieurs millions d'exemplaires.

## Liste des titres
1. No Time for Revolution
2. Out of the Dark (Into the Light)
3. Shake
4. Kommissar 2000
5. Mutter, der Mann mit dem Koks ist da
6. Hit Me
7. Cyberlove
8. Egoist
9. Naked (full frontal version)
10. BONUS : Geld